# プレイランドいこい
プレイランドいこいとは静岡県を中心に展開していたパチンコホール。2006年頃、廃業した。

## 概要
プレイランドいこいは、いこいグループが運営していたが2006年頃に廃業した。廃業前は毎月15日はいこいデーとしてイベントを開催していた。
かつては藤枝市に4店、焼津市・静岡市・大井川町・金谷町・榛原町に１店ずつあった。1993年にはテレビコマーシャルを流していた。